# Sandringham House

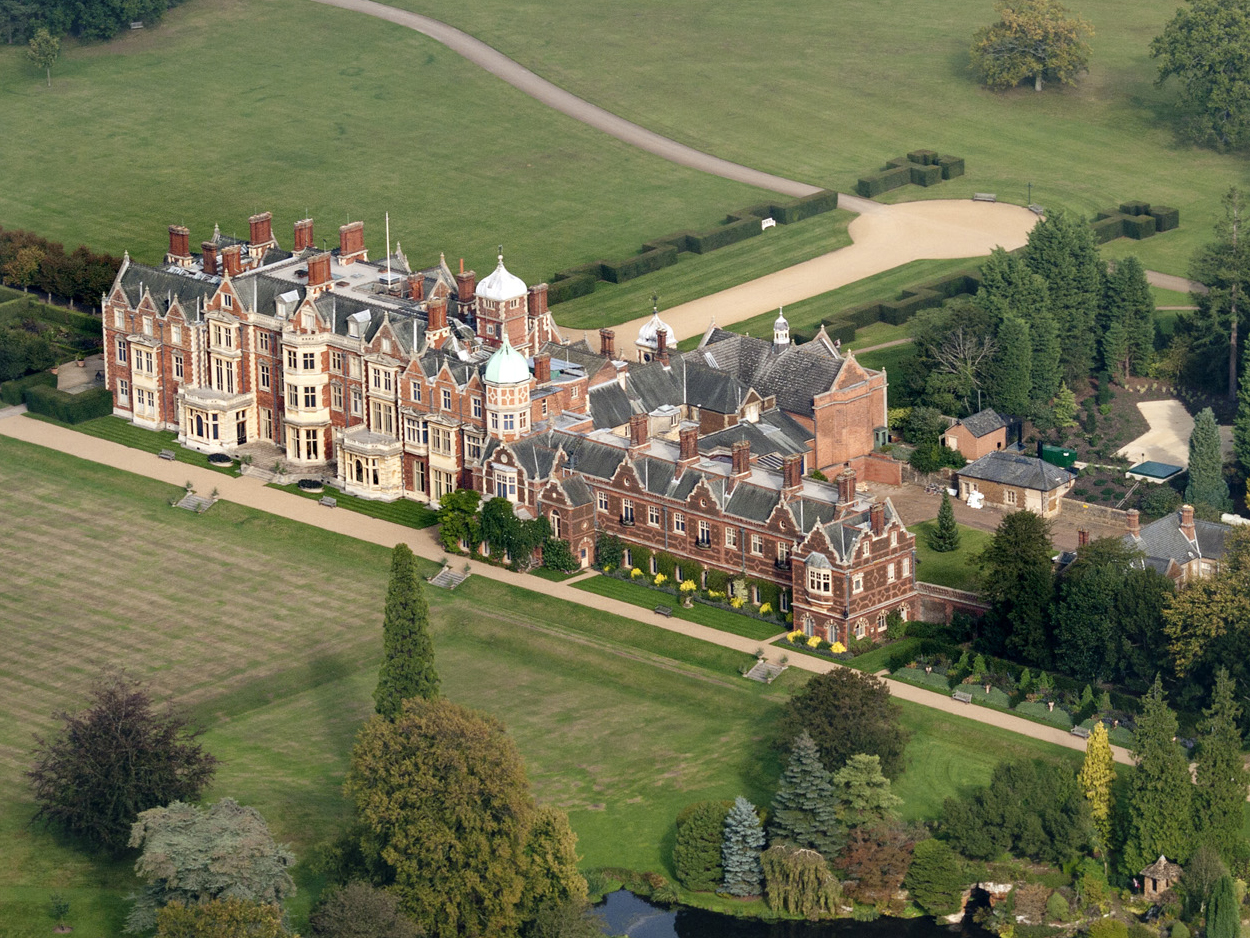
Sandringham House vanuit de lucht gezien

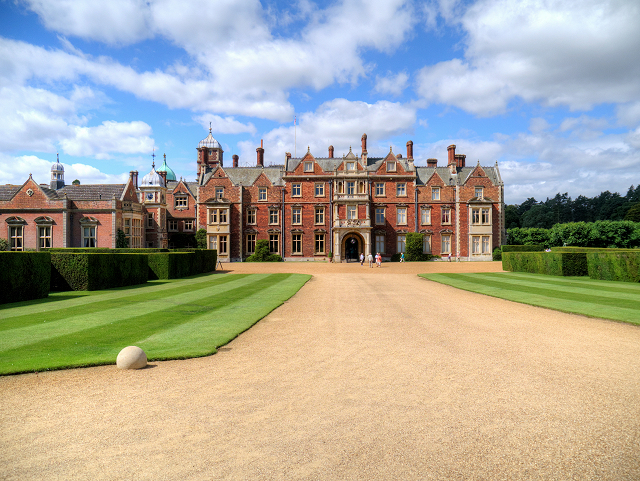
de Oostzijde van het huis

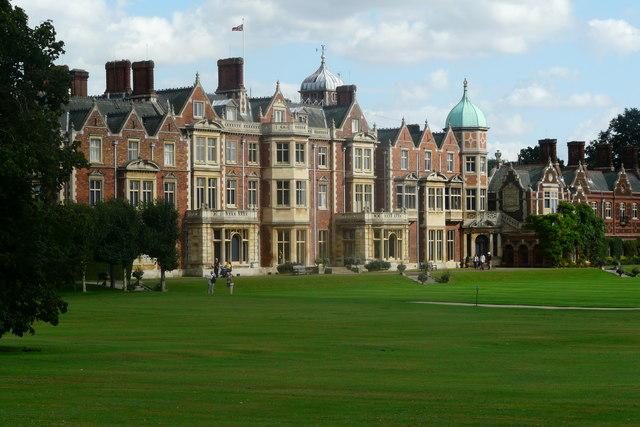
Achterkant van het huis

Het Sandringham House is een landhuis op het 32 km² omvattende landgoed Sandringham vlak bij het gelijknamige dorpje in Norfolk. Het aan de kust gelegen huis en landgoed zijn privé-eigendom van de Britse koninklijke familie. Andere landhuizen op het landgoed zijn het Appleton House (gesloopt in juli 1984) en de York Cottage.

## Geschiedenis
Het landgoed werd in 1863 voor £22.000 gekocht door koningin Victoria als huwelijksgeschenk voor haar zoon, de 21-jarige Bertie, en zijn 18-jarige bruid Alix. Na het overlijden van Victoria werden zij koning Edward VII en koningin Alexandra.

Sandringham was hun buitenhuis. Na de Tweede Wereldoorlog werd begonnen met het fokken van witte herten, omdat die op afstand beter te zien waren. 

Het logo van Sandringham bestaat uit twee letters A, deze staan voor de Albert Edward (Bertie, later koning Edward VII) en zijn echtgenote Alexandra van Denemarken (Alix). Zij trouwden in de kapel van Windsor Castle. Hun zesde en laatste kind werd op Sandringham geboren en enkele dagen later aldaar begraven.
Op 6 februari 1952 overleed op 56-jarige leeftijd koning George VI in Sandringham House in zijn slaap aan de gevolgen van longkanker.

## Het huis
Het huis werd in 1771 door architect Cornish Henley gebouwd. De hall werd in de 18e eeuw veranderd, toen er ook een monumentale entree door Charles Spencer werd aangebouwd.
Werkkamer
De hoekkamer aan de zuidkant is de werkkamer. Deze heeft twee ramen die uitzicht bieden op het oosten waar de oprijlaan is en het zuiden waar regelmatig de herten voorbij trekken.
Salon, eetkamer, gewerenkamer en balzaal
Tussen de twee ramen staat een vergulde tafel met een marmeren blad en daarboven hangt een vergulde spiegel. Op de twee zij-tafels naast de haard staat een Minton servies uitgestald waarvan op ieder onderdeel een verschillend dier is afgebeeld. De rand is turquoise. Het servies op tafel is van Copeland.
Naast de eetkamer is de gewerenkamer. Daarnaast is een galerij waar lage boekenkasten staan en een grote collectie bronzen beelden wordt getoond, veelal paarden en jachttaferelen voorstellend. Daarna komt men in de voormalige balzaal, waar in 1978 het laatste bal werd gegeven. Nu is er een tentoonstelling van hondenschilderijen. Ook wordt deze zaal als filmzaal gebruikt.

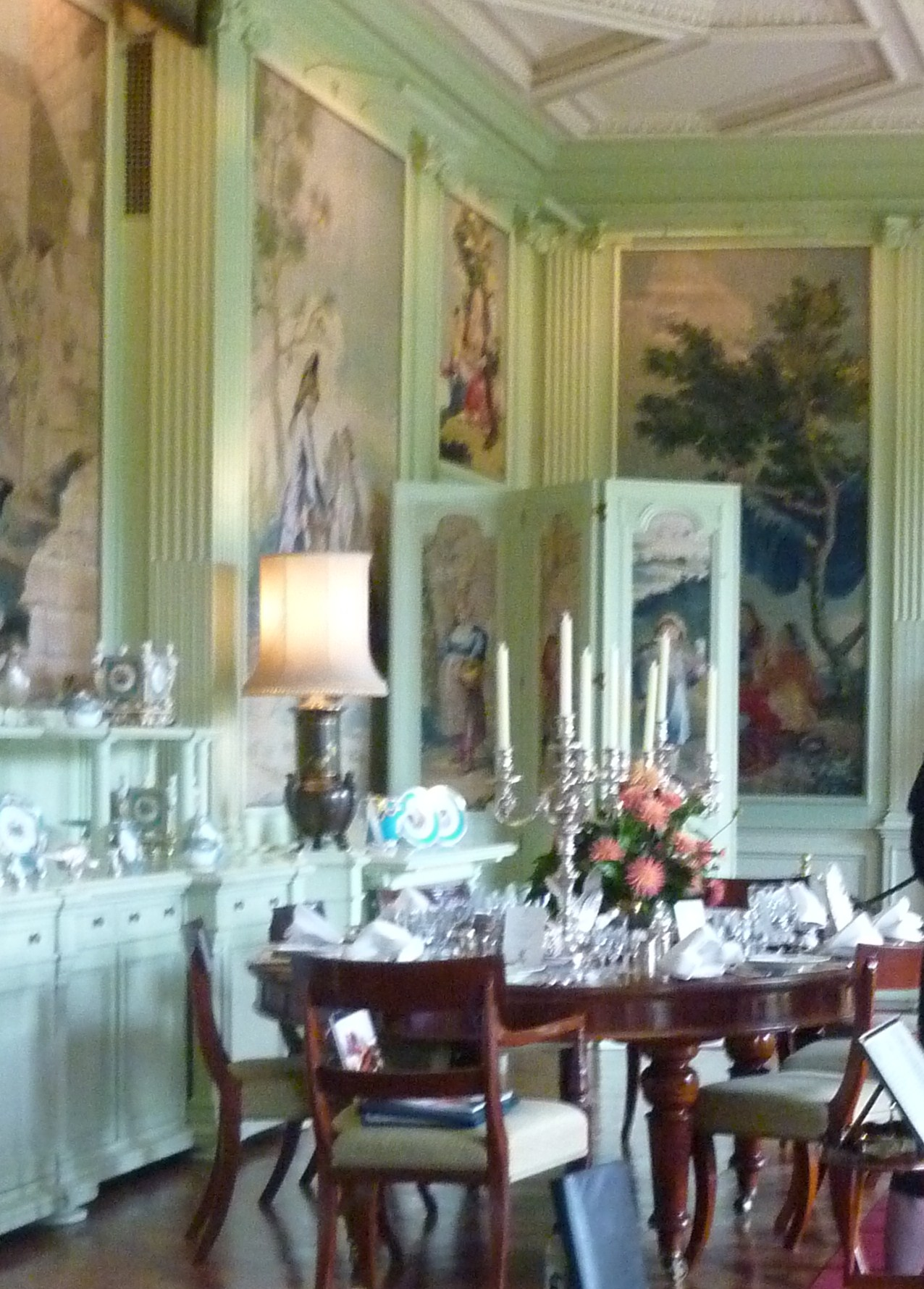
Gedekte tafel
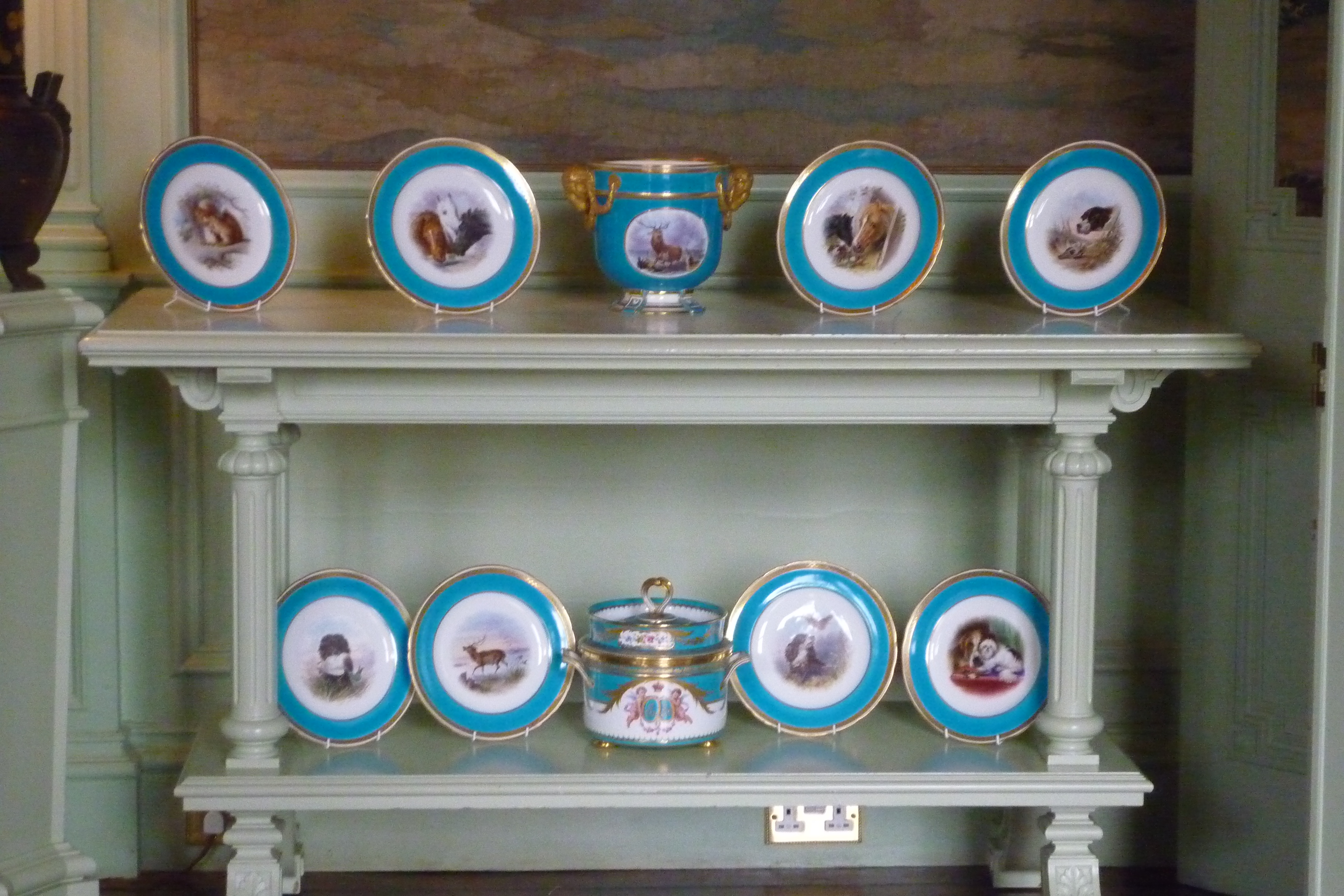
Minton servies
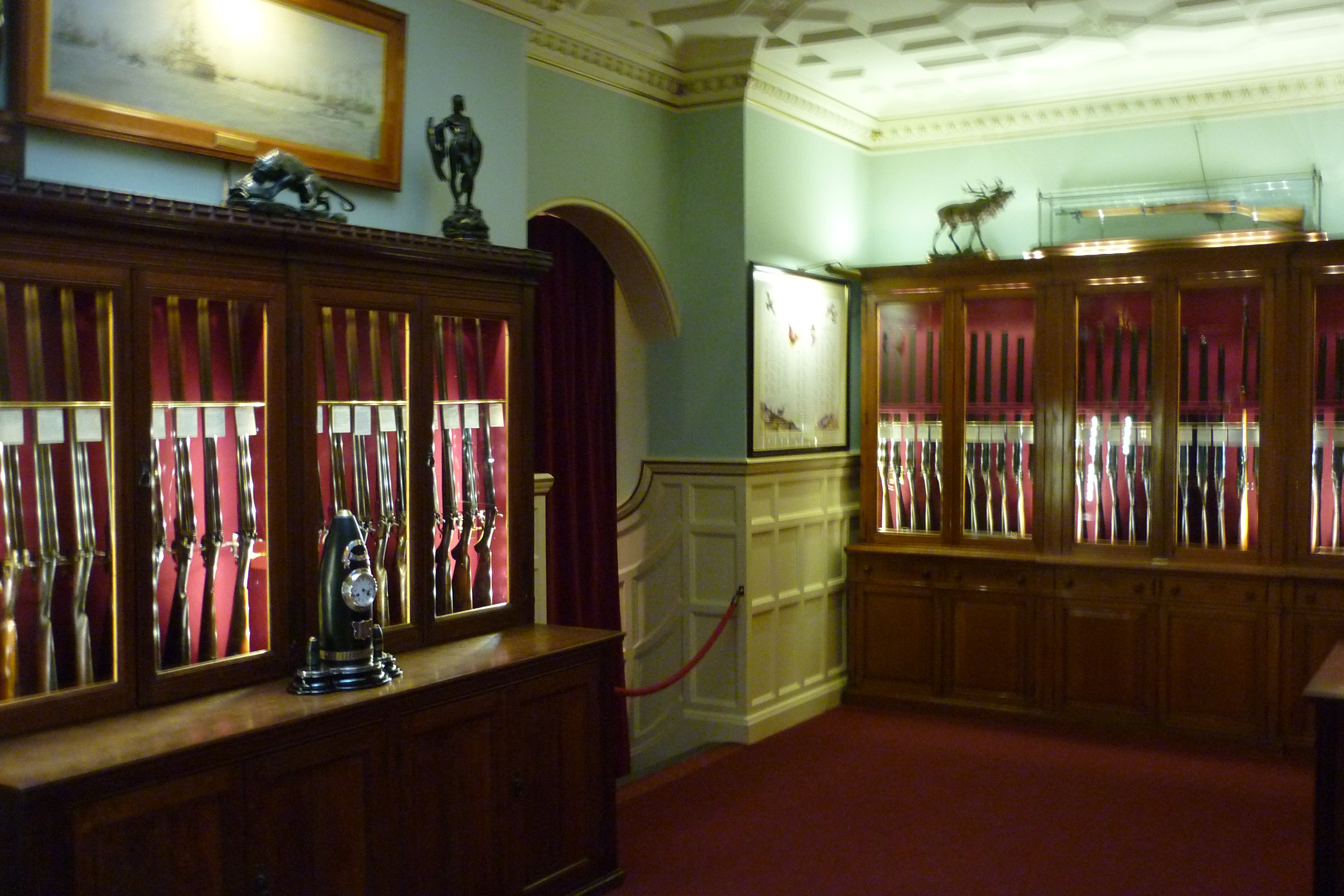
Gewerenkamer
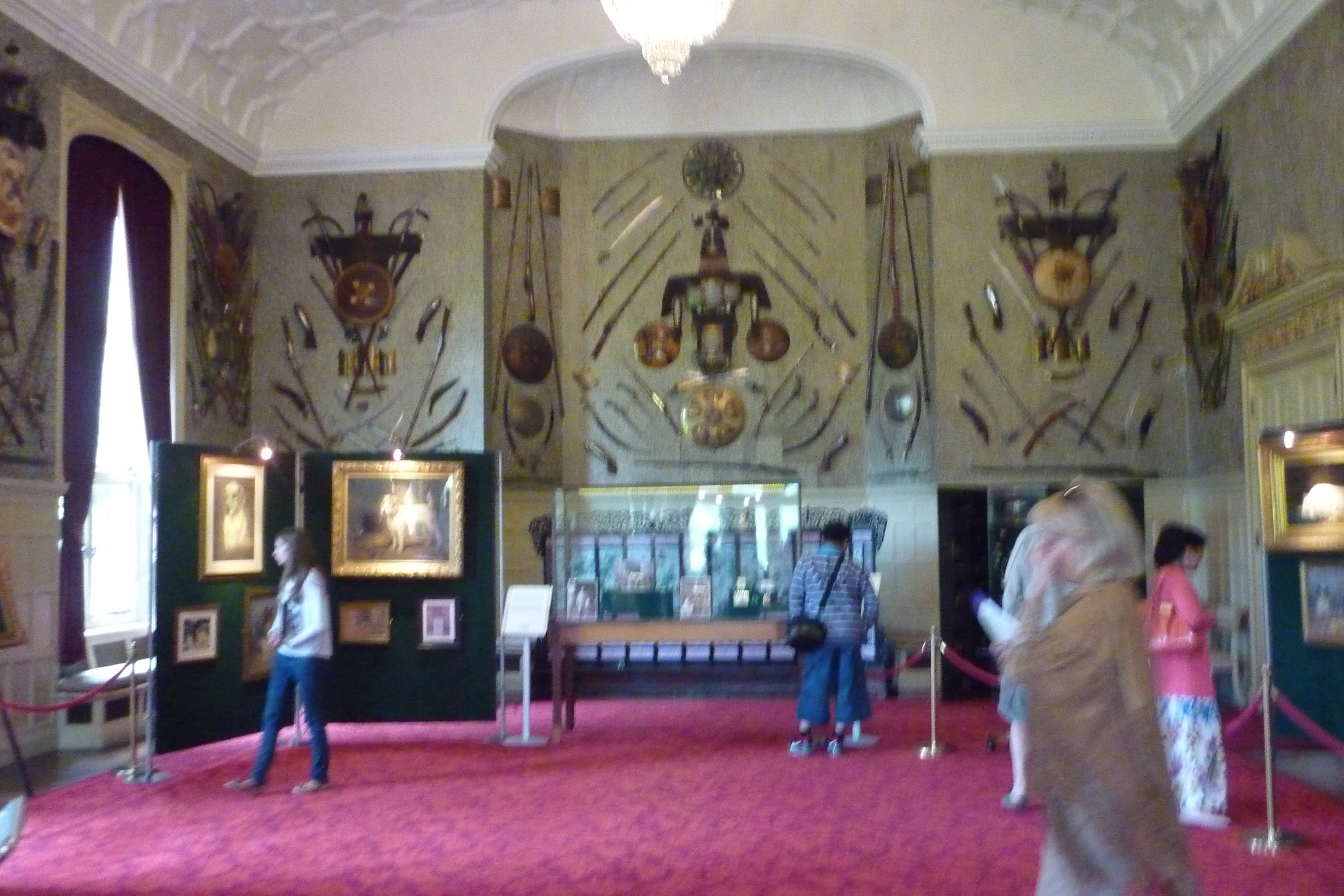
Voormalige balzaal
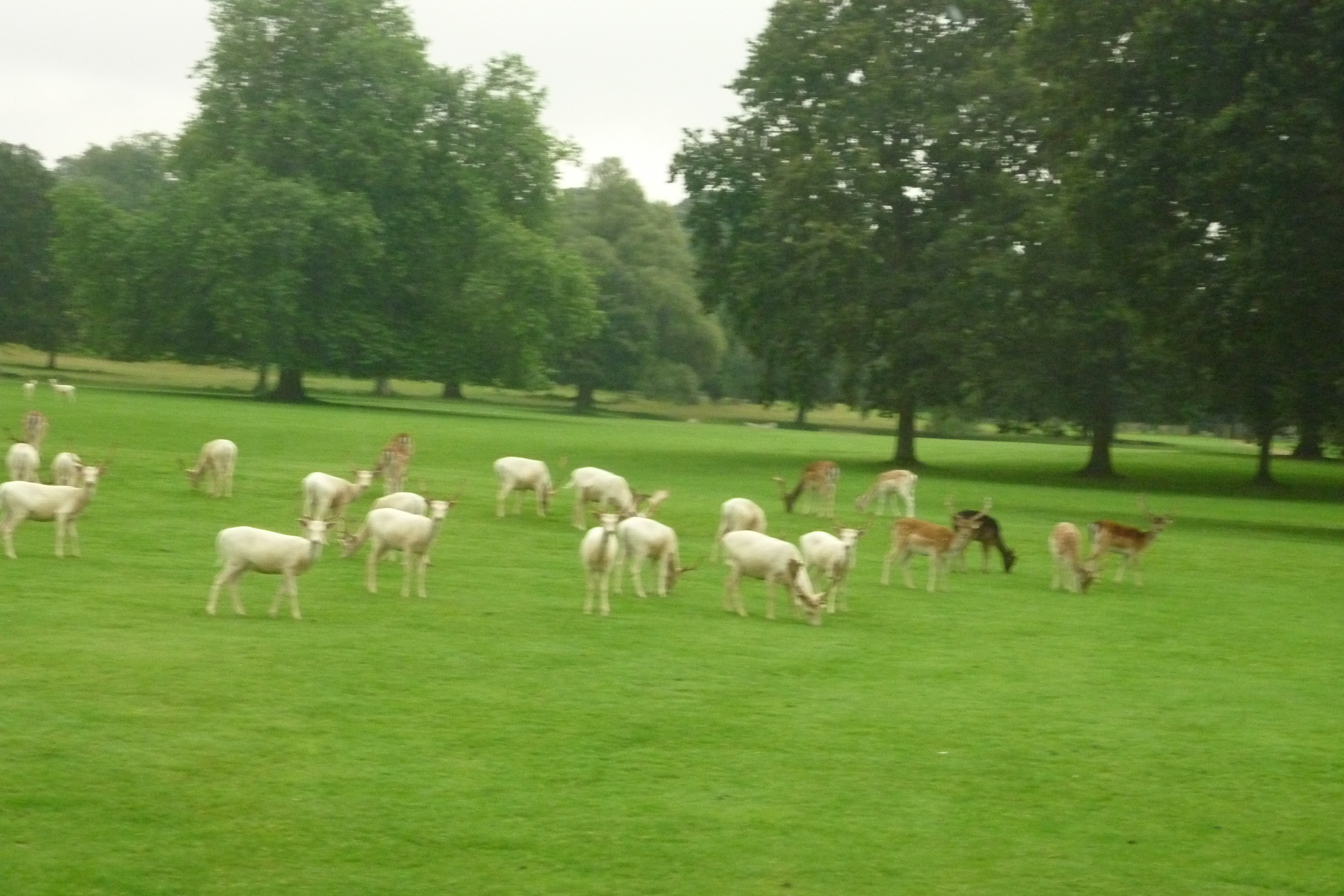
Witte herten

Trappenhuis
Er is een mahoniehouten trappenhuis. In het midden staat een bronzen beeld, waarvan koning Charles III een kopie in zijn buitenhuis heeft. Op alle muren van alle verdiepingen zijn grisailles aangebracht.
Hoofd- en zijingang
Aan de zijkant van het huis is een deur die in 1908 werd geplaatst en die meestal gebruikt wordt als de familie in het huis verblijft, hetgeen van midden december tot 6 februari is. Boven de deur is een koninklijke kroon met daaronder de letters E(dward), VII en R(ex). Naast de voordeur staan twee bloembakken, die het koninklijk paar (koningin Elizabeth II en prins Philip) in 2002, het jaar van hun jubileum, als geschenk kreeg.

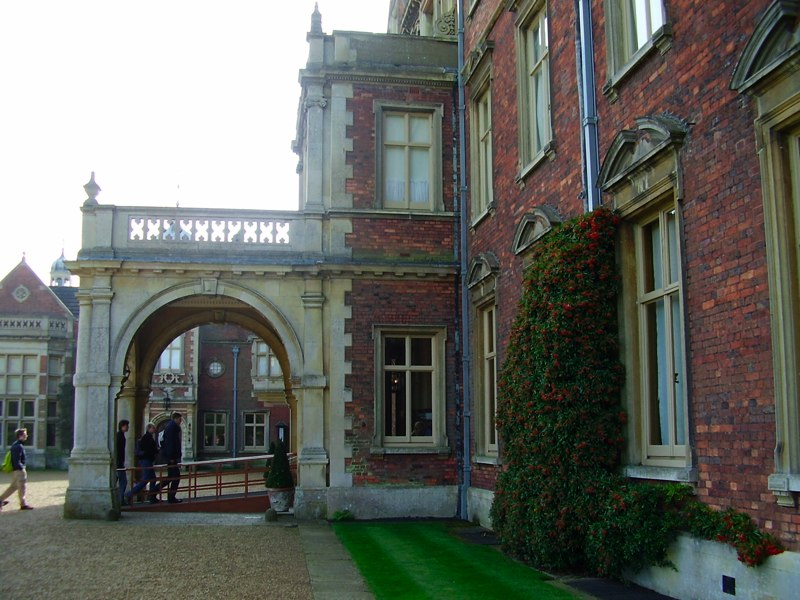
Hoofdingang
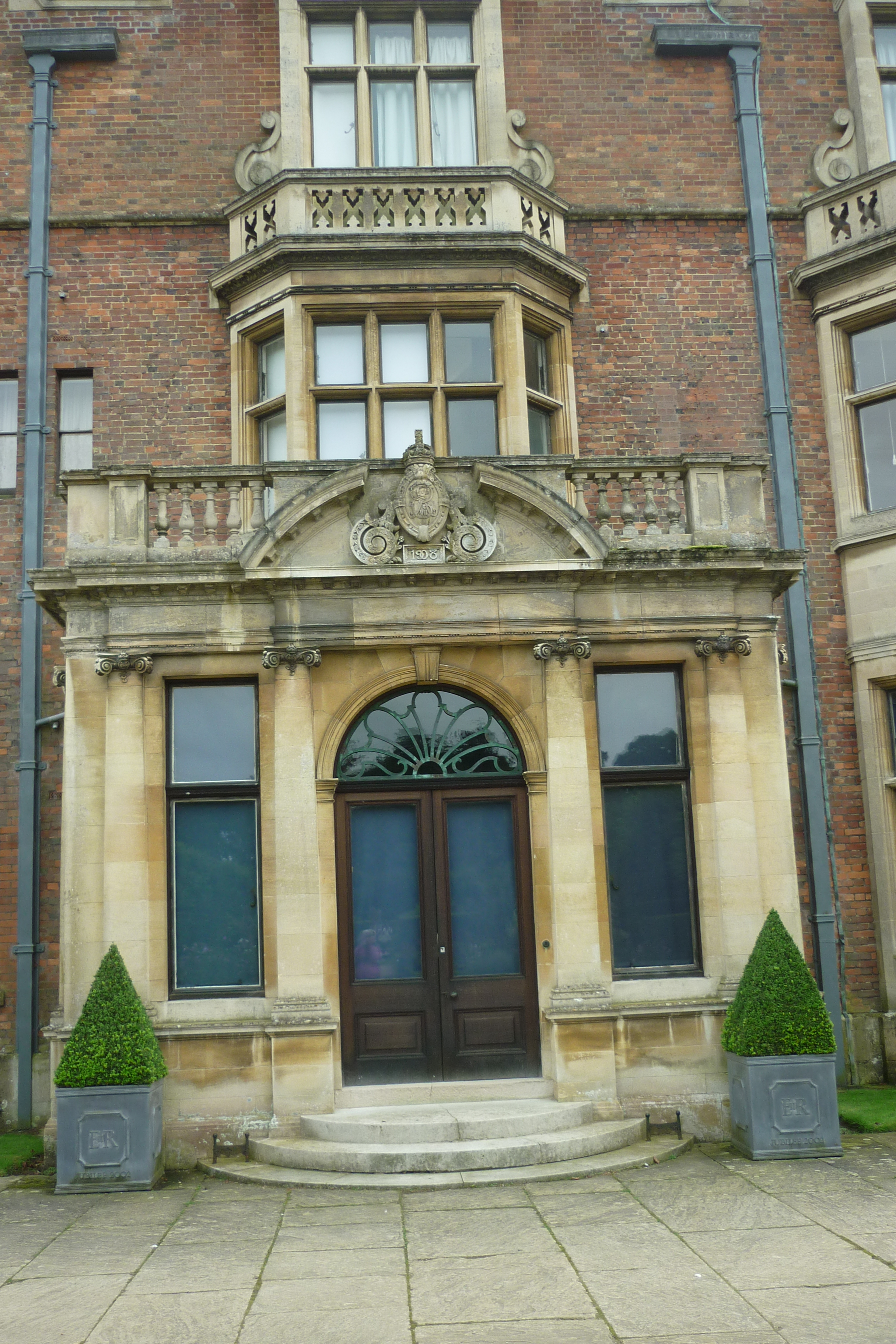
Zijingang

## De stallen
Het gebouw van de voormalige stallen is rechthoekig om een grote binnenplaats. In het midden is een 'soldier museum' met tinnen soldaten die in slagorde staan opgesteld. Aan de rechterkant staan zes auto's uitgestald die door de familie werden gebruikt, inclusief twee auto's die alleen voor de jacht gebruikt werden en waarin plaats was voor tien personen.

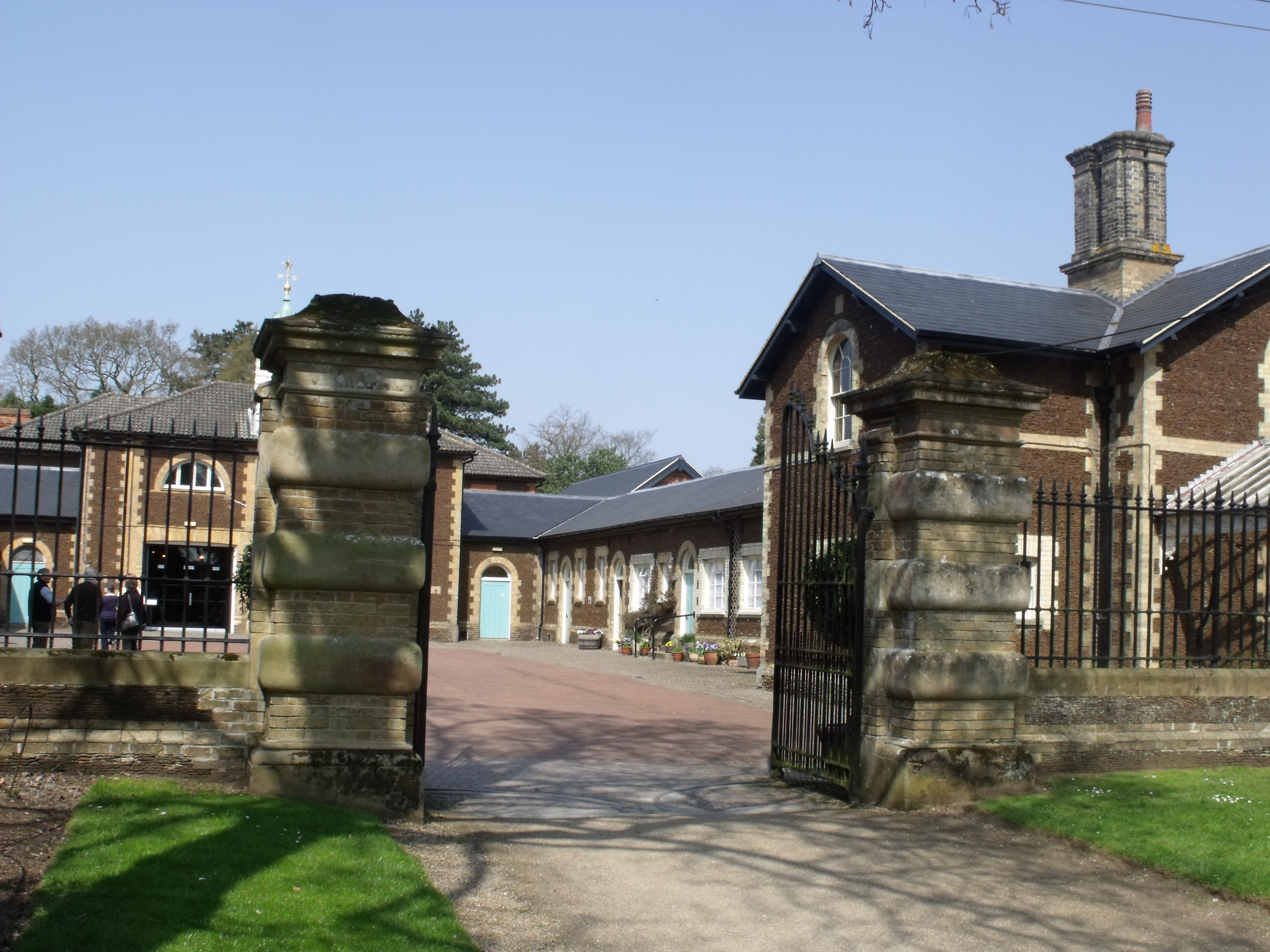
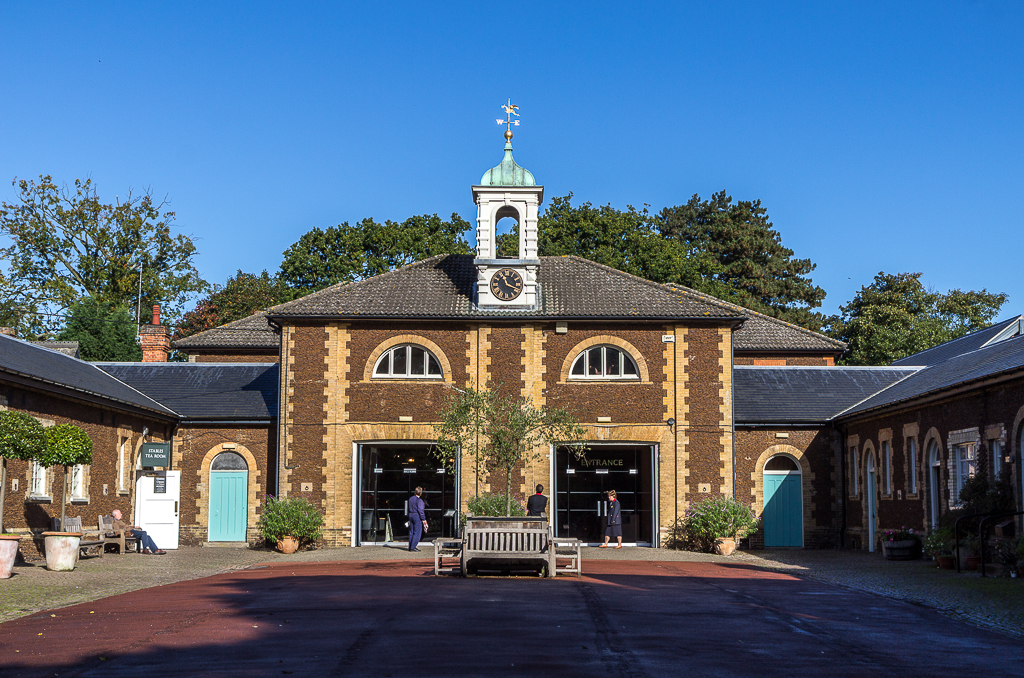
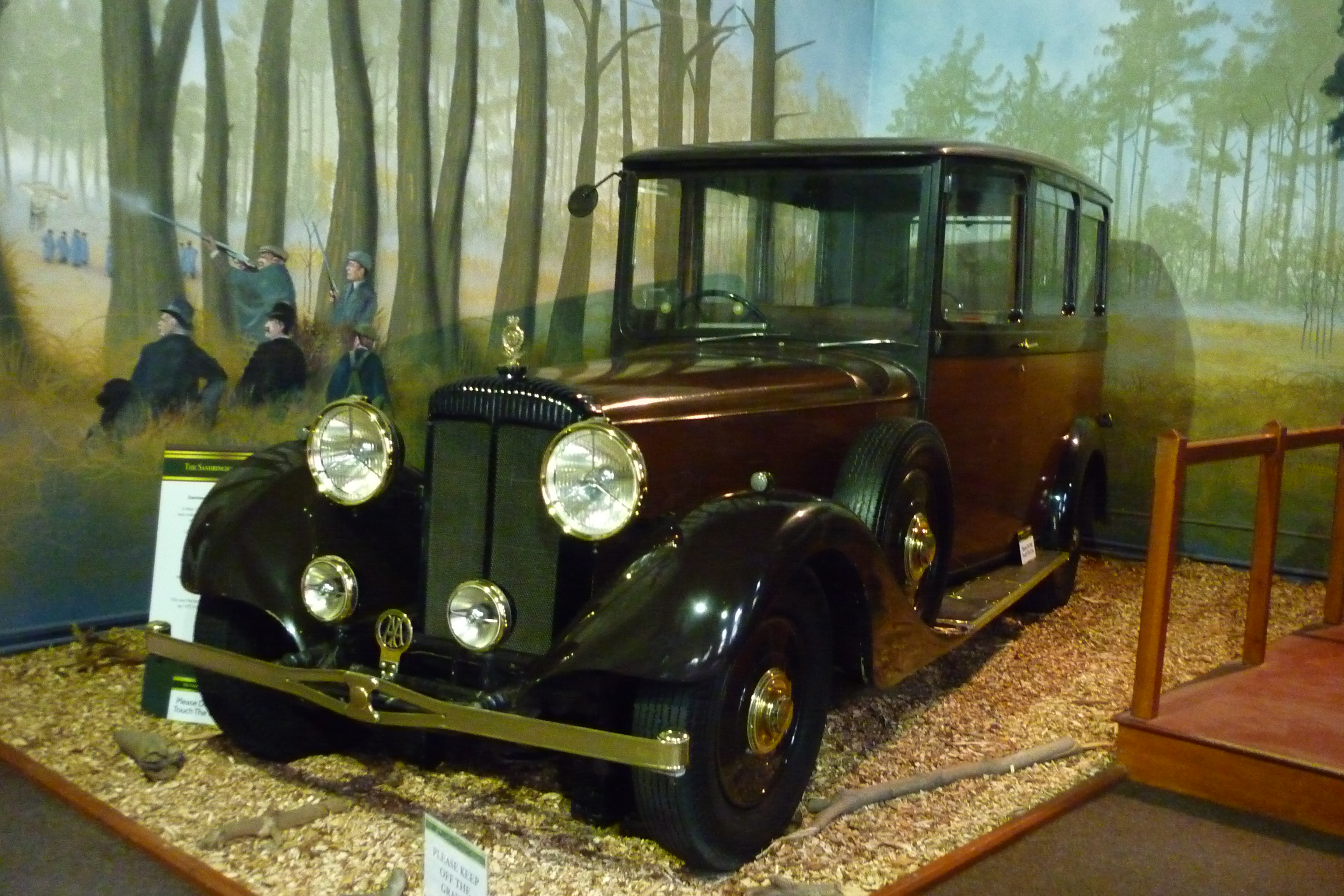

## De kerk
De St Mary Magdalene kerk werd in de 16e eeuw gebouwd. Het heeft een zilveren altaar, dat een cadeau was van Rodman Wanamaker aan koningin Alexandra ter verering van haar overleden echtgenoot. Ze kreeg toen ook het zilveren processiekruis.

## Het park
In het park lopen ongeveer 1000 herten vrij rond. Er staan nergens hekken, er is alleen een grote stenen muur om het landgoed heen. De herten worden gevoerd en jonge aanplant wordt beschermd.
Alle kamers langs de voorkant van het huis worden regelmatig voor het publiek opengesteld.